# Grèce aux Jeux olympiques d'été de 2004
La Grèce participe aux Jeux olympiques d'été de 2004 à Athènes. Il s'agit de leur 25e participation à des Jeux d'été.
La délégation grecque, composée de 426 athlètes, termine quinzième du classement par nations avec 16 médailles (6 en or, 6 en argent et 4 en bronze).